# Кріс Стюарт (хокеїст)
Кріс Стюарт (англ. Chris Stewart; 30 жовтня 1987, м. Торонто, Канада) — колишній канадський хокеїст, правий нападник.
Виступав за «Кінгстон Фронтенакс» (ОХЛ), «Облані Рівер-Ретс» (АХЛ), «Лейк-Ейрі Монстерс» (АХЛ), «Колорадо Аваланч», «Сент-Луїс Блюз», «Білі Тигржи» (Ліберець) (локаут), ХК «Кріммічау» (локаут), «Баффало Сейбрс», «Міннесота Вайлд», «Анагайм Дакс», «Калгарі Флеймс», «Ноттінгем Пантерс», «Філадельфія Флайєрз».
В чемпіонатах НХЛ — 668 матчів (160+162), у турнірах Кубка Стенлі — 39 матчів (6+5).
У складі національної збірної Канади учасник чемпіонату світу 2011 (7 матчів, 2+2). 
Брат: Ентоні Стюарт.